# Pygommatius vultus
Pygommatius vultus är en tvåvingeart som först beskrevs av Scarbrough och Marascia 2003.  Pygommatius vultus ingår i släktet Pygommatius och familjen rovflugor.
Artens utbredningsområde är Tanzania. Inga underarter finns listade i Catalogue of Life.